# 記号
記号（きごう、英: sign）とは、それ自身ではなく、それを解釈することによって理解される意味を伝える媒体のことである。身近な例では、交通信号機や交通標識、非常口を示す印（アイコンやピクトグラム）などがある。信号機の青色（緑色）の電球そのものに「進め」の意味はないが、そのルールを解釈することで「進め」の意味が理解される。狭義には、文字やマーク、絵など、意味を付された図形を指すが、広義には表現物、ファッションや様々な行為（およびその結果など）までをも含む。

## 概説
記号それ自体は、紙の上のインクや造形された物体、空気の振動などでしかないが、人間がこれらを何らかの意味と結び付けることにより、記号として成立する。そして記号は、他の記号と共にまとまった集合体となったり、あるいは相互に作用し合ったりして、何かを指し示す。
19世紀後半から20世紀にかけて、人類は、科学や技術、政治・経済、思想などの面で大きな飛躍を遂げたが、その中で記号の使用は重要な役割を果たした。とりわけ自然科学においては、自然現象を記号化し操作できるようにすることが、新たな認識を深めることにつながった。
これにより、あらゆる認識は記号によってのみ実現するとまで言われた。今日に通じる記号論も同時期に研究が始まった。記号論は言語学の中から出てきたものであるが、単に言語における記号の働きを研究しただけでなく、記号（なお、記号論や記号学でいう「記号」は sign でも symbol でもなく、semiosis である）が人類にもたらす諸作用をも研究対象としていき、哲学における大きな柱の一つとなった。

### 記号の例
具体の記号・標識の例としては、次のものがある。
- 数学記号
- 論理記号
- 単位記号
- 地図記号
- 量記号
- 道路標識
- 鉄道標識
- 安全標識

### 図像・アニメ・漫画などでの記号
同一の主題を元に類似した作品が多数作成された宗教画などでは、約束事に従って書き込まれたアトリビュートによって作品を読み解く。図像学や図像解釈学は伝統化された絵画や図像の中から記号を読み解く学問である。
アニメや漫画などの評論では登場人物の象徴的なものを記号と呼ぶことがある。また、作品が違ってもキャラクターデザインが似たり寄ったりになる状況を「記号化が進んだ」と言うことがある。1980年代の現代思想ブームの影響を受けた評論家が使うことが多い（大塚英志、岡田斗司夫など）。またアニメ監督や作品などでもこの言葉は使われるようになってきている（谷口悟朗など）。

### 記号論における記号
記号論における記号過程 (semiosis) とは、記号がそれを解釈する人に意味を教えることをいい、記号により指し示されるものを所記 (signified)、指し示す記号を能記 (signifier) と呼ぶ。日本の言語学では伝統的にフェルディナン・ド・ソシュールが用いたフランス語の音訳であるシニフィアンとシニフィエが用いられる場合が多い。
所記はその部体から連想されることをいい、能記は物体が存在している特徴をいう。例えば、りんごで考えると、前者は、果物や企業のApple、後者は赤いがあげられる。